# Madagaskargrasuil
De madagaskargrasuil (Tyto soumagnei) is een zeldzame en kwetsbare endemische uilensoort in Madagaskar.

## Beschrijving
Hij lijkt sterk op de gewone kerkuil, maar is een stuk kleiner. Het is een uitgesproken nachtvogel en woont in de regenwouden in het noordoosten van Madagaskar.  De madagaskargrasuil is 27,5 cm, heeft een vleugellengte van 20,9 cm en weegt 323-435 gram. Hij jaagt meestal langs de woudrand en op rijstvelden op kleine knaagdieren en insecten.

## Leefgebied en status als rode lijstsoort
Na 1878 bleef deze kerkuil geruime onopgemerkt tot zijn 'herontdekking' door wetenschappers van het WWF in 1993. De madagaskargrasuil is meestal te zien langs de rand van vochtige groenblijvende bosgebieden, op open plaatsen in het bos, of op rijstvelden. Hij is vrij zeldzaam en een kwetsbare diersoort. De uil werd na zijn herontdekking als bedreigde diersoort op de rode lijst gezet, maar staat sinds 2009 als "kwetsbare" diersoort op deze lijst wegens de teloorgang van zijn leefgebied. Echter, men weet slechts heel weinig over zijn leefgewoontes. Deze uil wordt dikwijls verward met de meer algemeen voorkomende gewone kerkuil.

## Naamgeving
Deze uil werd in 1878 door Alfred Grandidier geldig beschreven als Heliodilus soumagnei, als eerbetoon vernoemd naar M. Soumagne, de honorair consul in Tamatave die de vogel opstuurde.
Volgens de spellingsregels is de naam, ondanks het voorkomen van een aardrijkskundige naam, in het Nederlands zonder hoofdletter en zonder koppelteken. Volgens de IOC World Bird List is de wetenschappelijke naam Tyto soumagnei.